# Branko Tuđen
Branko Tuđen (Igrišće, općina Jakovlje, 4. rujna 1950.), hrvatski je novinar, urednik, publicist i športski djelatnik.

## Novinarska karijera
1973. godine postaje novinar športske rubrike Večernjega lista, od 1983. godine novinar je unutrašnje-političke rubrike, a od 1986. godine politički komentator. Glavni urednik Večernjega lista postaje 15. studenoga 1992. godine. Na tome položaju ostaje do 15. svibnja 2001. godine (list je tada imao tiražu od 220.000 prodanih primjeraka, prema knjizi Dnevničke bilješke glavnog urednika.) Večernji list tiskan je i prodan u milijun primjeraka 11.siječnja 1999. godine, što je najveći doseg u povijesti hrvatskog tiskanog novinarstva. ogledni primjerak čuva se NSK u Zagrebu. Od studenoga 1996. do prosinca 1998. godine Tuđen je glavni urednik političkog tjednika Hrvatskog obzora. U periodu od 11. lipnja 2001. do 11. ožujka 2008. godine bio je glavni urednik Sportskih novosti, nakon čega je prešao na mjesto savjetnika glavnog uredika SN. Od 15. rujna 2014. godine glavni je urednik SportNews portala.
Od 1987. do 1991. godine bio je član Predsjedništva Društva novinara Hrvatske.
Od 1996. do 2000. godine bio je član izvršnog odbora NK Croatije (Dinama). 

## Nagrade i odlikovanja
- 1984.: Dobitnik je Nagrade Milan Milanović SFK Hrvatske za športsko novinarstvo.[nedostaje izvor]
- 1986.: Zlatno pero DNH.[nedostaje izvor].
- 1987.: Odlikovan je Ordenom rada sa srebrnom zvijezdom.[nedostaje izvor]
- 1995.: Odlikovan je Redom Danice hrvatske s likom Antuna Radića.[4]
- 2014.: Hrvatski zbor športskih novinara - Nagrada za životno djelo.

## Djela
- S političarima u četiri oka - Dnevničke bilješke glavnog urednika, Naklada Ljevak, Zagreb 2007.
- Tito-Tuđman-Hrvatska - 100 skica za portrete s političkog groblja, Znanje d.o.o, Zagreb 2013.

- Tito Tuđman jedan zavičaj jedan put, 200 skiciranih životopisa, Večernji list, Zagreb, 2020.